# تود كارني
تود كارني (بالإنجليزية: Todd Carney)‏ هو لاعب دوري الرغبي أسترالي، ولد في 2 يونيو 1986 في غولبرن في أستراليا.

## روابط خارجية
- تود كارني على موقع ItsRugby.co.uk (الإنجليزية)